# Wendy Alec

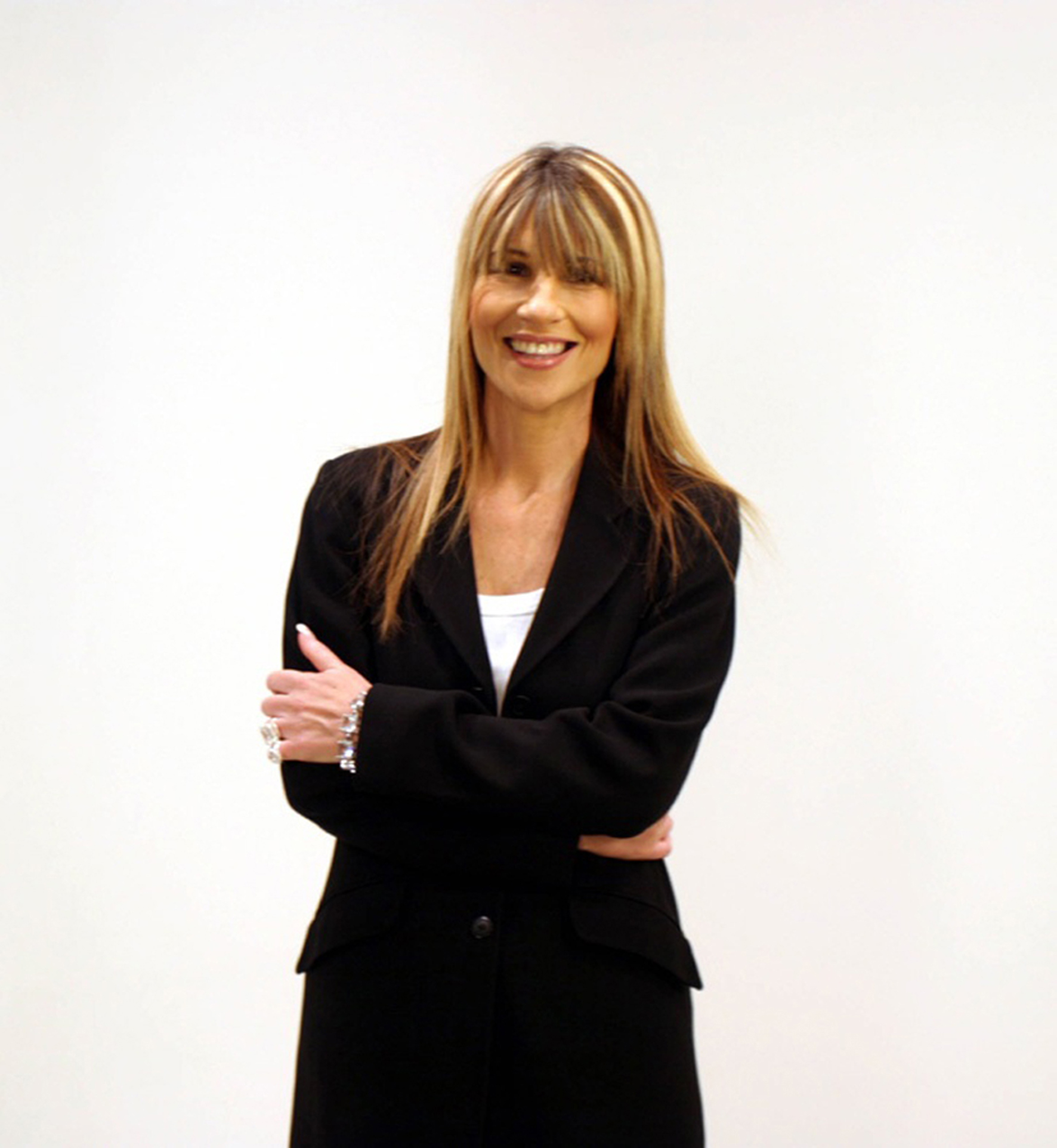
Wendy Alec, 2005

Wendy Alec (* in London) ist eine US-amerikanische Unternehmerin und Co-Gründerin von God TV. Als Buchautorin wurden ihre Chronicles of Brothers in mehreren Sprachen übersetzt. Ins Deutsche übersetzt wurde der Roman Sohn der Verdammnis: Die Chronik der Erzengel von Helmut W. Pesch. 
Von 1987 bis 2014 war sie mit Rory Alec verheiratet. Die beiden haben zwei Kinder. Im Oktober 2014 trennte sich Alec von ihr und legte auch alle Tätigkeiten im Missionswerk nieder.